# جزر ماريتا
جزر ماريتا هي مجموعة من الجزر الصغيرة غير المأهولة على بعد بضعة أميال قبالة سواحل ولاية ناياريت، المكسيك.

## معرض صور

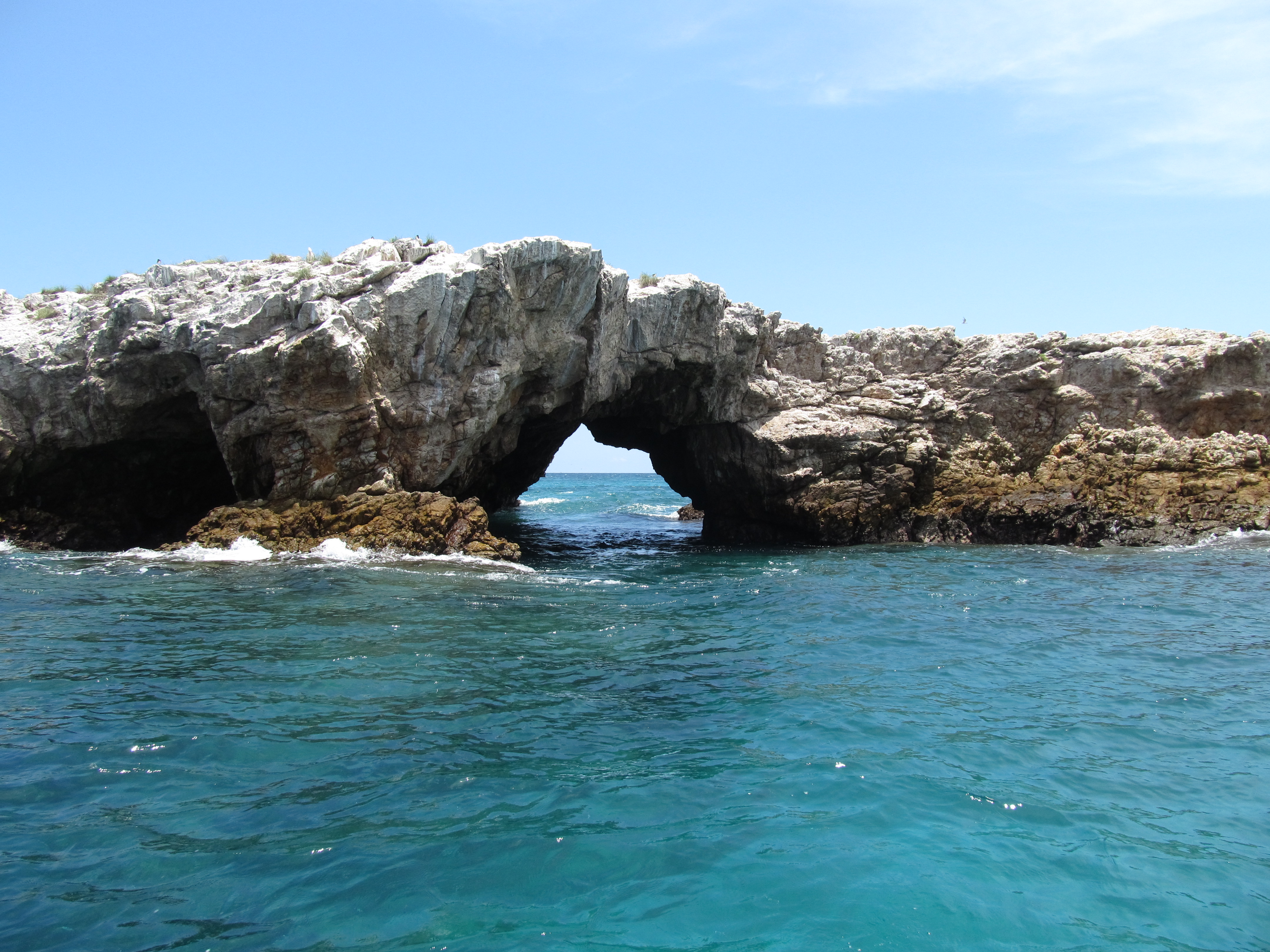
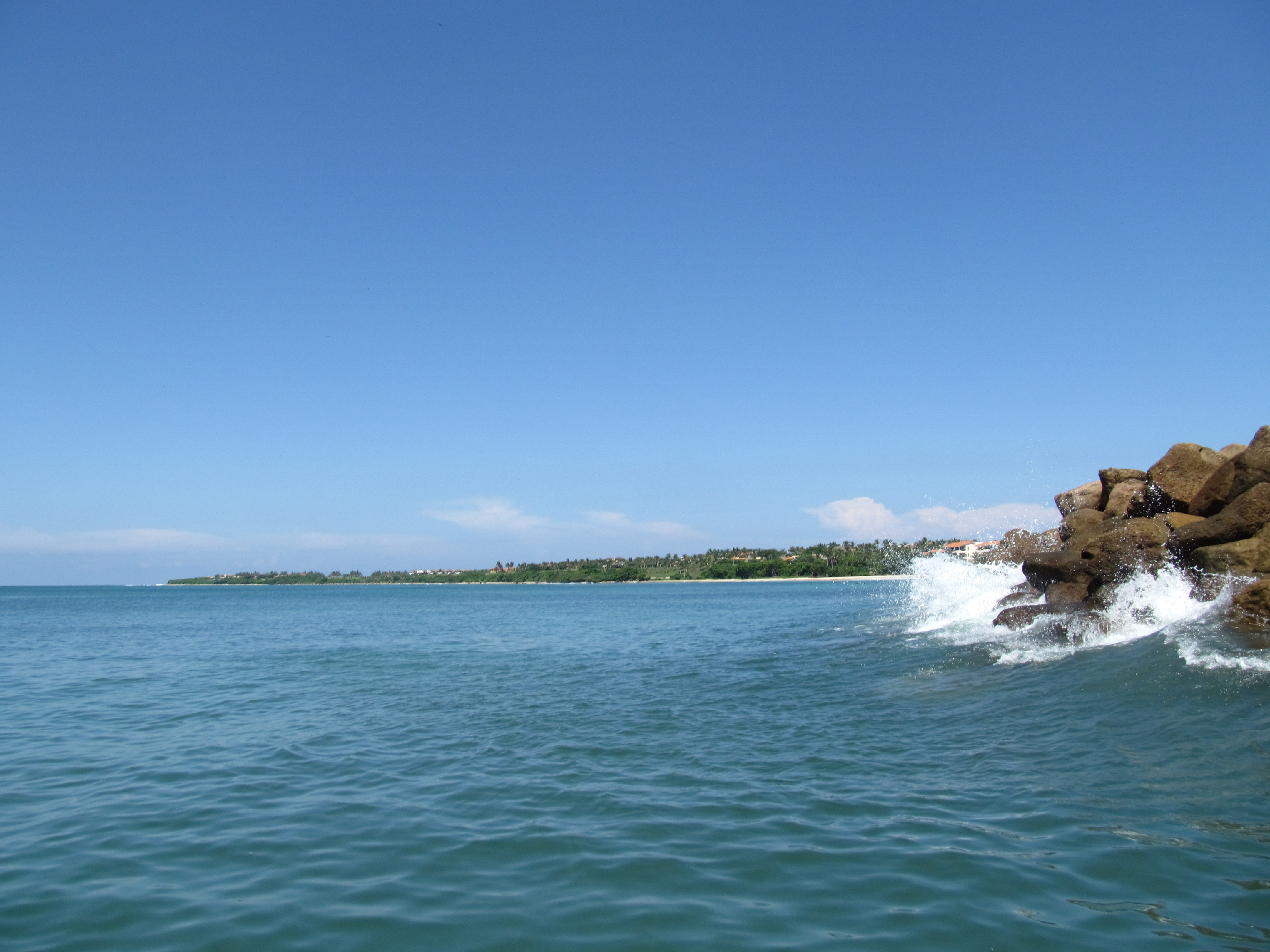
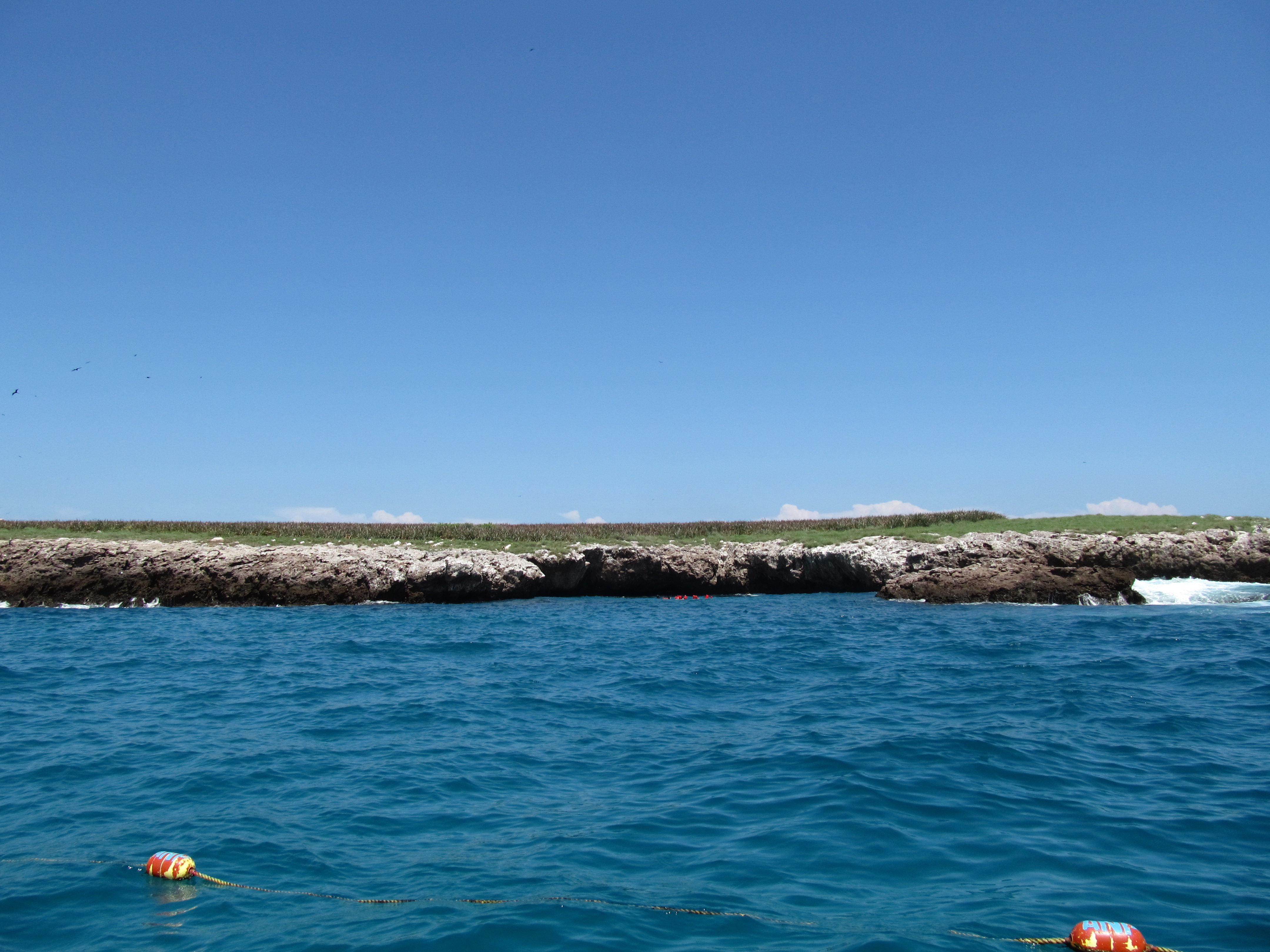
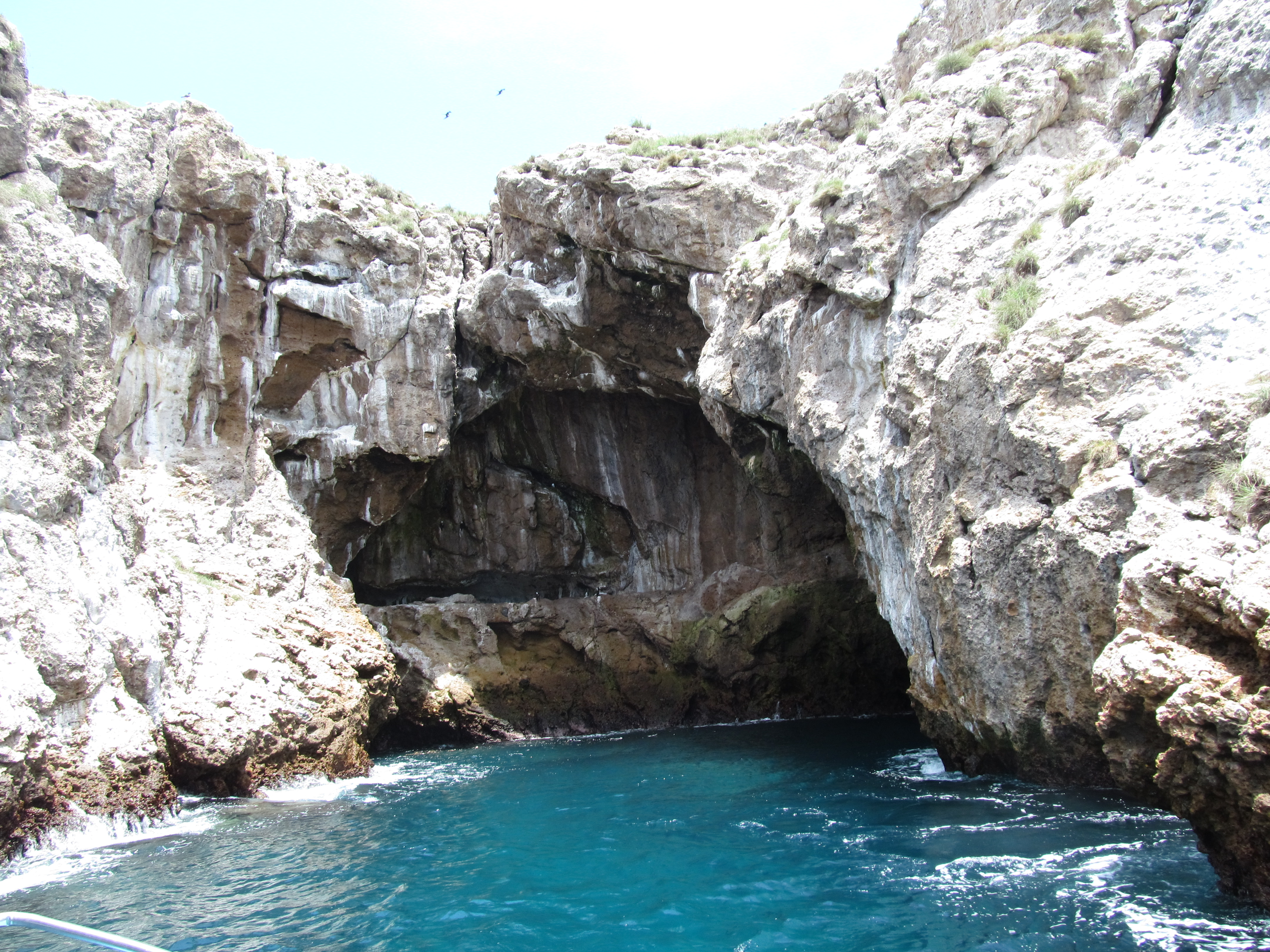
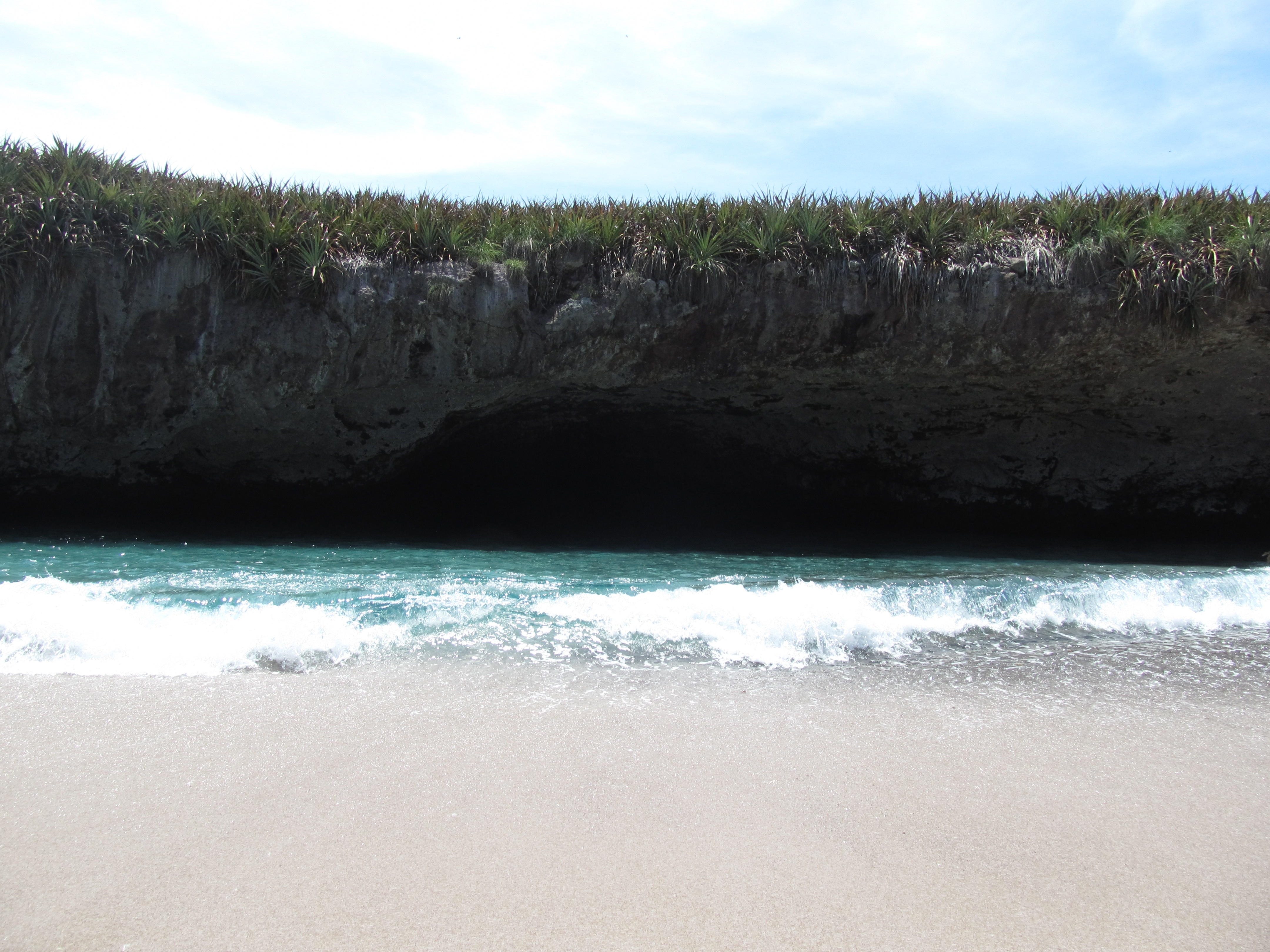
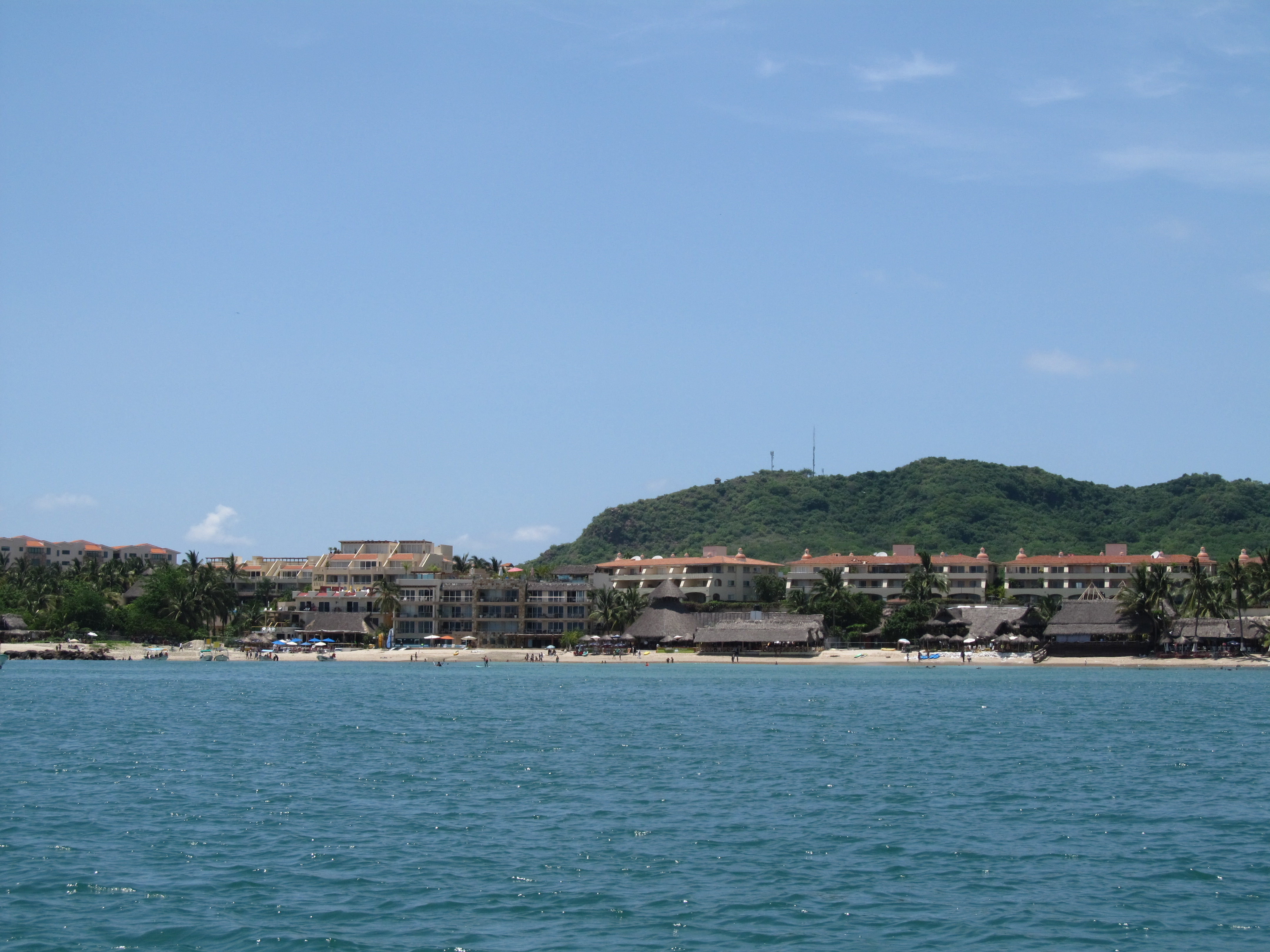